# Karel Kokelaar
Karel Frederik Kokelaar (Den Helder, 18 november 1918 – Rotterdam, 4 januari 1982) was een Nederlands componist, dirigent en klarinettist.

## Levensloop
Kokelaar werd in 1937 klarinettist van de vooroorlogse stafmuziek van de Koninklijke Marine, de "Marinekapel" in Den Helder toen nog onder leiding van Louis F. Leistikow. Tegelijkertijd studeerde hij muziek aan het conservatorium. Na de oorlog speelde hij in de Marinierskapel der Koninklijke Marine onder leiding van Gijsbert Nieuwland eveneens klarinet. Later werd hij tweede dirigent van dit professioneel militair orkest. Nadat hij met pensioen was gegaan, werd hij in 1967 tweede dirigent van de Amsterdamse Politiekapel, vanaf het pensioen van Johan Pinkse in 1969 werd hij eerste dirigent. Met het orkest heeft hij een aantal langspeelplaten opgenomen. Hij was ook dirigent van de Shell Harmonie Amsterdam met wie hij ook een langspeelplaat heeft opgenomen met de titel: "40 jaar muziek naast research" 1978, Mark Town Records. Ook bij de Muziekvereniging Harmonie Slikkerveer werd hij als opvolger van G.B. Scheepers dirigent van dit harmonieorkest. In 1964 beleefde deze harmonie een hoogtepunt toen zij onder leiding van Karel Kokelaar tijdens het concours van de Koninklijke Nederlandse Federatie van Muziekverenigingen in Den Haag in de vaandelafdeling, toen de hoogste afdeling, een eerste prijs met lof behaalde. In deze periode was hij ook 13 jaar dirigent van de Koninklijke ’s-Gravenhaagse Politiemuziekvereniging "Onderling Kunstgenot", nu: Koninklijke Politiekapel Haaglanden.
Hij schreef vele bewerkingen van klassieke werken of populaire muziek voor harmonie- of fanfareorkest of koor, zoals:
| Componist                      | Titel                                          | Instrumentatie/Genre             |
| ------------------------------ | ---------------------------------------------- | -------------------------------- |
| Charles Aznavour               | Yesterday when I was young                     | harmonie- of fanfareorkest       |
| Jan Blaaser                    | Opa loopt voorop                               | harmonie- of fanfareorkest       |
| Jan Blaaser                    | Tante Heeft een Olifant                        | harmonie- of fanfareorkest       |
| Herman Broekhuizen             | De beat van Piet                               | mannenkoor (gemengd koor)        |
| Jan van Dijk                   | Concertino                                     | voor 2 piano's en harmonieorkest |
| H. Dunk                        | Marie, Marie, Marokko                          | harmonie- of fanfareorkest       |
| Duke Ellington                 | Duke Ellington in Concert                      | harmonie- of fanfareorkest       |
| Henk Elsink                    | De Supporter                                   | harmonie- of fanfareorkest       |
| Robin Fox                      | Circus International March                     | harmonie- of fanfareorkest       |
| Robin Fox                      | Flor de Sarrasani                              | harmonie- of fanfareorkest       |
| Robin Fox                      | Pak 'em beet                                   | harmonie- of fanfareorkest       |
| Robin Fox                      | Toni Boltini Jubileummars                      | harmonie- of fanfareorkest       |
| César Franck                   | Psalm 150                                      | harmonie- of fanfareorkest       |
| Seth Gaaikema                  | Wat een Spreker is die Man                     | harmonie- of fanfareorkest       |
| Ad van der Gein, Jan Blaaser   | Bertus, proef de snert es                      | harmonie- of fanfareorkest       |
| Ad van der Gein, Jan Blaaser   | Vader is moe                                   | harmonie- of fanfareorkest       |
| William Christopher Handy      | St. Louis Blues March                          | harmonie- of fanfareorkest       |
| J. Herp                        | De Toreador                                    | harmonie- of fanfareorkest       |
| Scott Joplin                   | The Entertainer uit de film "The Sting"        | harmonie- of fanfareorkest       |
| Pierre Kartner                 | Middernacht                                    | harmonie- of fanfareorkest       |
| Pierre Kartner, John Krispijn  | Vader Abraham                                  | harmonie- of fanfareorkest       |
| Derry Lindsay, Jackie Smith    | All kinds of everything                        | harmonie- of fanfareorkest       |
| Arie Maasland (Malando)        | Copla de Málaga                                | harmonie- of fanfareorkest       |
| Arie Maasland (Malando)        | Mambo Tymbal                                   | harmonie- of fanfareorkest       |
| Horatio Nicholls               | March of The Herald In Swing                   | harmonie- of fanfareorkest       |
| Jacques Offenbach              | Koor der studenten uit "Les contes d'Hoffmann" | harmonie- of fanfareorkest       |
| C. Palmano                     | Lo Que Paso (Ik heb zo'n lol)                  | harmonie- of fanfareorkest       |
| Hans Peters                    | Piet waait weg                                 | mannenkoor (gemengd koor)        |
| Joop Portengen                 | Mini Football March                            | harmonie- of fanfareorkest       |
| Joop Portengen                 | Oh Christina                                   | harmonie- of fanfareorkest       |
| Elpidio Ramírez, Pedro Galindo | Malagueña uit de film "Enamorada"              | harmonie- of fanfareorkest       |
| Paul Simon                     | Cecilia                                        | harmonie- of fanfareorkest       |
| Joop Stokkermans               | Mijn Gebed                                     | harmonie- of fanfareorkest       |
| Friedl Szálat, Bert Ull        | Ik wou dat ik naar huis toe wou                | harmonie- of fanfareorkest       |
| Mel Tillis                     | Ruby, Don't Take Your Love to Town             | harmonie- of fanfareorkest       |
| Roman Vatro                    | Anna                                           | harmonie- of fanfareorkest       |
| Consuelo Velázquez             | Bésame mucho                                   | harmonie- of fanfareorkest       |

Ook arrangeerde hij een 30-tal werken voor het VARA-blazersensemble Schalmei o.l.v. Paul Westra. Daarnaast componeerde hij ook eigen werken.

## Composities

### Werken voor harmonie- of fanfareorkest
- Vijf Nieuwe St.Nicolaasliedjes
- Amen
- MacGillavry March